# Joseph Ngalle
Joseph Ngalle, de son vrai nom Joseph Martial Ngalle, né le 13 mars 1985 à Mbalmayo, est un footballeur camerounais. Il évolue à Tótkomlós TC en Hongrie.

## Biographie

### Carrière
En janvier 2006, grâce aux relations de Tibor Sisa, il arrive à Tatabánya en compagnie de plusieurs footballeurs camerounais.
Après sa convalescence en 2009, il connaît un transfert au NB II Makó, puis il intègre le Szolnoki MÁV, qui a été promu NB I. Ici, il marque un but en dix-neuf matches de championnat. En fin de saison, son équipe dit adieu à l'élite. De 2011 à 2012, il rejoint Szigetszentmiklós en NB II, où il marque un but en 15 matchs.  Le 29 décembre 2012, la direction de Kazincbarcika résilie le contrat avec lui. Ngalle change de nouveau d'équipe après la saison. Il se rend à l'équipe Tisza Volán en première division Csongrád Megyei. Il aide son équipe à la promotion avec 9 buts en 27 matchs. Ainsi, il rejoue en NB III, où il marque 4 buts en 27 matchs. Après le championnat, Ngalle renforce l'équipe de Tótkomlós, qui est en première division de Békés Megyei. Au cours de la saison 2015-2016, il marque 5 buts en 11 matches de championnat.

## Prix et récompenses
- Makó FC
  - Médaillé de bronze NB II : 2008 - 2009

- Volán Tisza
  - Première division du comté de Csongrád : 2013 - 2014